# Khenthap
Khentap, aussi écrit Khenet-Hapi (Ḫnt-Ḥp), est possiblement une reine de l'Égypte antique. Elle aurait vécu durant la Ire dynastie. Sa figure historique est très obscure car il n'y a pas de sources contemporaines pour son nom. Elle apparaît une seule fois dans une inscription.

## Indices archéologiques
Les égyptologues et les historiens débattent encore sur l'identité de Khenthap. Elle ne fait l'objet d'aucune mention à travers les sceaux présents sur les tombes de la première dynastie à Abydos. Son nom apparaît uniquement sur la pierre de Palerme, une stèle (aujourd'hui fragmentaire) énumérant les rois allant de la période prédynastique à la Ve dynastie. Cette pierre inscrit la mère de chaque roi. L'inscription donne son nom mais ne donne aucun titre (à part celui de mère).

## Biographie
La pierre de Palerme annonce Khenthap comme la mère du roi Djer. Âha étant le prédécesseur de Djer, il est possible qu'il soit le père de Djer ; dans le cadre de cette hypothèse, Khenthap serait l'une des épouses d'Âha.
D'un autre côté, Silke Roth pense que Khenthap était plutôt l'une des épouses de Téti, un roi inscrit sur la tablette de Saqqarah et sur le Canon royal de Turin. Dans ce dernier, Téti est décrit comme un dirigeant qui a occupé le trône égyptien pour une durée de seulement 1 an et 45 jours. L'existence de ce roi n'est cependant pas partagée par la plupart des chercheurs, qui s'appuient pour la succession des rois de la Ire dynastie sur les sceaux découverts dans la nécropole royale d'Oumm el-Qa'ab et qui font donc d'Âha le prédécesseur direct de Djer,.
Le nom de Khenthap signifierait « musicienne du dieu Hapi », ce qui peut indiquer un rôle religieux et cultuel envers ce dieu.